# Haka

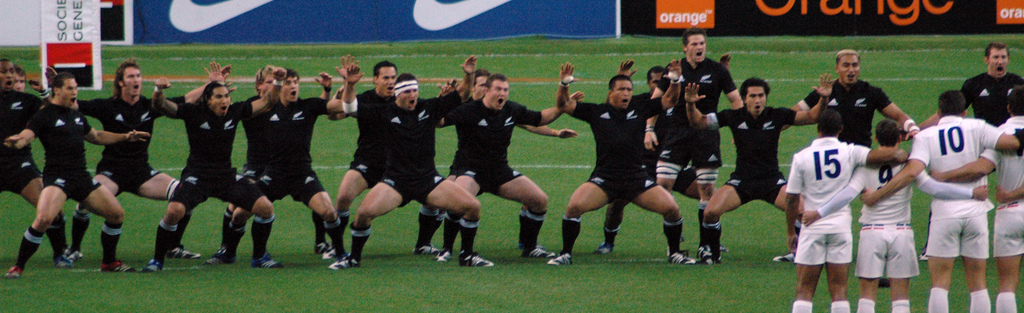
La dansa maori Haka

Un haka és un ball tradicional de grup d'origen maori, però hom sol referir-se amb aquest nom concretament a la dansa de guerra maori. Actualment se sol veure abans de cada partit amb els All Blacks, l'equip nacional de rugbi de Nova Zelanda.

## Orígens
Segons l'investigador maorí Tīmoti Kāretu, l'haka ha estat "erròniament definit per generacions de desinformats com a 'balls de guerra'", mentre que la mitologia maorí situa l'haka com una dansa "sobre la celebració de la vida". Després d'una història de la creació, el déu del sol, Tama-nui-te-rā, va tenir dues esposes, la donzella d'estiu, Hine-raumati, i la donzella d'hivern, Hine-takurua. Haka es va originar amb l'arribada de Hine-raumati, la presència del qual en dies tranquils i calorosos es va revelar en una aparença tremolant a l'aire. Aquest va ser haka de Tāne-rore, fill de Hine-raumati i Tama-nui-te-rā. Hyland comenta que "[l]he haka és (i també representa) un fenomen natural [sic]; en els dies calorosos d'estiu, la distorsió atmosfèrica 'brillante' de l'aire que emana del sòl es personifica com 'Te Haka a Tānerore'".
Jackson i Hokowhitu afirmen, "haka és el nom genèric per a tots els tipus de dansa o actuació cerimonial que impliquen moviment." Els diversos tipus de haka són whakatū waewae, tūtū ngārahu i peruperu. El tūtū ngārahu implica saltar d'un costat a l'altre, mentre que al whakatū waewae no es produeix cap salt. Un altre tipus de haka realitzat sense armes és el ngeri, el propòsit del qual era motivar psicològicament un guerrer. Els moviments són molt lliures i s'espera que cada intèrpret expressi els seus sentiments. Manawa wera haka s'associava generalment amb funerals (tangihanga) o altres ocasions que implicaven la mort. Com els ngeri es representaven sense armes, i hi havia poc o cap moviment coreografiat.
La guerra haka (peruperú) va ser realitzada originalment pels guerrers abans d'una batalla, proclamant la seva força i destresa per intimidar l'oposició. En el transcurs d'una actuació s'utilitzen diverses accions, incloses les contorsions facials com mostrar el blanc dels ulls (pūkana) i treure la llengua -whetero, realitzada només per homes, i una gran varietat de vigoroses accions com colpejar les mans contra el cos i colpejar els peus. A més de les paraules cantades, s'utilitzen una varietat de crits i grunyits. El haka es pot entendre com una mena de simfonia en què les diferents parts del cos representen molts instruments. Les mans, els braços, les cames, els peus, la veu, els ulls, la llengua i el cos en conjunt es combinen per expressar coratge, molèstia, alegria o altres sentiments rellevants per al propòsit de l'ocasió.

## La dansa
Abans del haka el líder de l'equip executa aquesta dansa amb aquesta lletra, justament abans del haka:
Ringa pakia
Uma tiraha
Turi whatia
Hope whai ake
Waewae takahia kia kino hoki
Traducció:
Colpeja les mans contra les cuixes
Infla el pit
Doblega els genolls
Després amb els malucs
Colpeja els teus peus contra el terra el més fort que puguis
Els All black utilitzen aquesta lletra:
Ka mate! Ka mate! Ka ora! Ka ora!
Ka mate! Ka mate! Ka ora! Ka ora!
Tenei te tangata puhuru huru
Nana nei i tiki mai
Whakawhiti te ra
A upa … ne! ka upa … ne!
A upane kaupane whiti te ra!
Hi !!!
La traducció al català seria:
Moro! Moro! Visc! visc!
Moro! Moro! Visc! visc!
Aquest és l'home hirsut*
Que portà el sol
I el feu novament lluir
Un pas cap amunt! Un altre pas cap amunt!
Un pas cap amunt, un altre ….. el Sol resplendeix!
*Pels maoris hirsut o pilós equival a valent.